# Albert Robida
Albert Robida (Compiègne, 14 de marzo de 1848-Neuilly-sur-Seine, 11 de octubre de 1926) fue un dibujante, litógrafo, grabador, caricaturista, periodista y novelista francés. 

## Biografía
Nacido en 1848 en Compiègne, era hijo de un carpintero. Estudió para notario, pero por el aburrimiento de tales estudios se dedicó a la caricatura. En 1866, dibujó para Journal Amusant además de hacerlo en otras revistas. En 1880, con el editor George Decaux, fundó su propia revista, La Caricature, que dirigió durante 12 años y en la cual se iniciaron Caran d'Ache, Louis Morin, Ferdinand Bac, Job, Maurice Radiguet (el padre de Raymond Radiguet). También ilustró guías turísticas, obras de divulgación histórica, clásicos literarios: Villon, Rabelais, Cervantes, Swift, Shakespeare, Les Cent contes drolatiques de Honoré de Balzac, las Mil y una noches. Y en un tono más ligero ilustró además una historia de los lupanares. Su nombre se eclipsó después de la Primera Guerra Mundial.
Albert Robida ha sido redescubierto gracias a su trilogía de anticipación: 
- Le Vingtième Siècle (1883)
- La Guerre au vingtième siècle (1887)
- Las Historias Del Capitán Teemo (1890)

Estas obras hacen de él otro Julio Verne, aunque más audaz. Contrariamente a Julio Verne, propone los inventos integrados a la vida corriente, y no como creaciones de sabios locos. Cada vez imagina los desarrollos sociales que se derivan de sus invenciones, a menudo con precisión: promoción social de las mujeres (que él ve como electoras y elegibles, llevando pantalones, fumando, y desempeñándose como médicos, notarios o abogados), desarrollo del turismo de masas, polución. Ya en 1869, Robida hace una obra de anticipación con su dibujo La Guerre au vingtième siècle, campagne de Jujubie, donde describe la guerra moderna a base de misiles robotizados y de gas asfixiante.
Inventó el téléfonoscopio, una pantalla plana mural que difunde las últimas informaciones a todas horas del día y de la noche, las últimas obras teatrales, cursos y teleconferencias.
Además de sus cualidades como visionario, su obra L'Horloge des siècles anunciaba ya, según sus críticos, al Philip K. Dick de la novela El mundo contra reloj (Counter-Clock World).

## Obras
Anticipación
- Le Vingtième Siècle, 1883

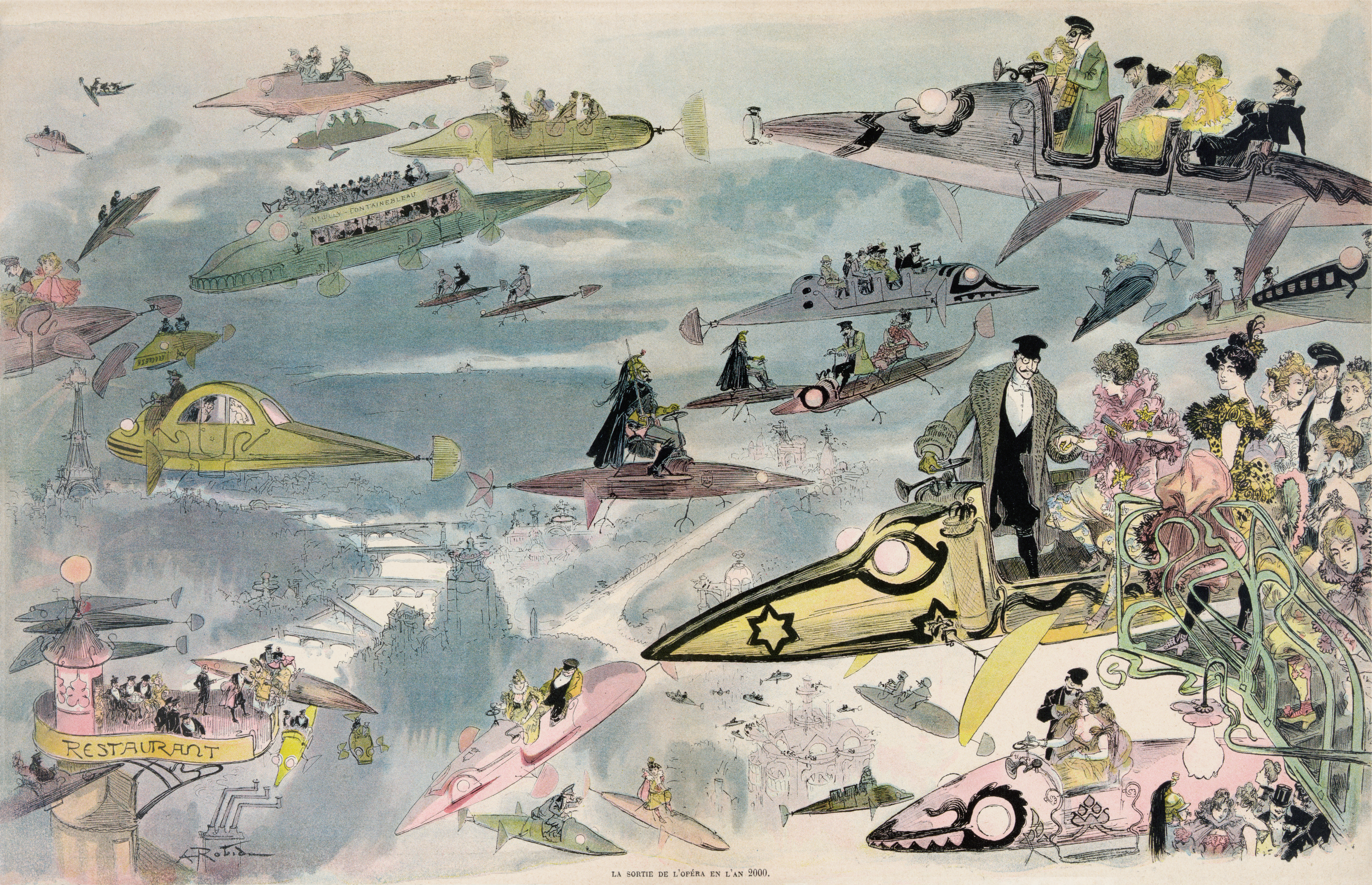
La Sortie de l'opéra en l'an 2000 d'Albert Robida (v. 1882).

- La Guerre au vingtième siècle, 1887, edición en castellano, La guerra del Siglo Veinte, Colmenar Viejo: La biblioteca del laberinto, 2009
- Le Vingtième Siècle. La vie électrique, 1890
- Voyage de fiançailles au XXe. siècle
- Un chalet dans les airs

Varia
- L'Île de Lutèce : enlaidissements et embellissements de la Cité
- La Bête au bois dormant
- La Part du hasard
- Le Voyage de M. Dumollet
- Les Vieilles Villes d'Italie : notes et souvenirs
- Voyages très extraordinaires de Saturnin Farandoul[2]
- La Grande Mascarade parisienne
- La Fin des Livres, con Octave Uzanne
- Contes pour les bibliophiles, con Octave Uzanne
- Les Vieilles Villes d'Espagne, notes et souvenirs
- Un caricaturiste prophète. La guerre telle qu'elle est
- 1430, les assiégés de Compiègne
- Paris de siècle en siècle; le cœur de Paris, splendeurs et souvenir
- Le 19e. siècle
- La guerre infernale, grand roman d'aventures pour la jeunesse, con Pierre Giffard, 30 entregas en 1908
- Les Escholiers du temps jadis
- Les Vieilles Villes d'Italie : notes et souvenirs
- Le Voyage de M. Dumollet

« La Vieille France »
- La Bretagne, texte, dessins et 40 lithographies hors texte par A. Robida, Paris, Librairie illustrée, v. 1900, 336 p.
- La Touraine, texte, dessins et lithographie par A. Robida, Paris, La Librairie Illustrée, 336 p., 40 planches, s. d. [1892]. Tome II : Le Mans, Laval, Sablé, Angers, Saumur, Thouars, Loudun, Chinon, Vendôme
- Normandía, texte, dessins et lithographies par A. Robida, Paris, La Librairie illustrée, s. d. [1890], 331 pages, 40 planches en deux tons hors-texte et nombreuses illustrations dans le texte. Tome II : Bayeux, Lisieux, Bernay, Honfleur, El Havre, Fécamp, Dieppe, Eu, Ruan, Louviers, Évreux, Vernon. Rééd. : Éd. de Crémille, Genève, 1994, 169 p.
- Provence, Paris, À la Librairie illustrée, s. d. [1893], 332 p. Avignon, Barbentane, Orange, Carpentras, Vaucluse, Cavaillon, Sisteron, Tarascon, Beaucaire, Arlés, Marsella, Toulon, Fréjus, Niza, Mónaco, Menton, Aix, Nimes, Uzès, Montpellier, Béziers, Narbona, Carcasona
- Paris, Splendeurs et Souvenirs, Éditions de Crémille, Genève, 1992, textes, dessins et lithographies par A. Robida,  824 p., 2 volumes. Tome 1 : Le Cœur de Paris, 412 p. Tome 2 : Paris, de Siècle en Siècle, 412 p.

## Dibujos

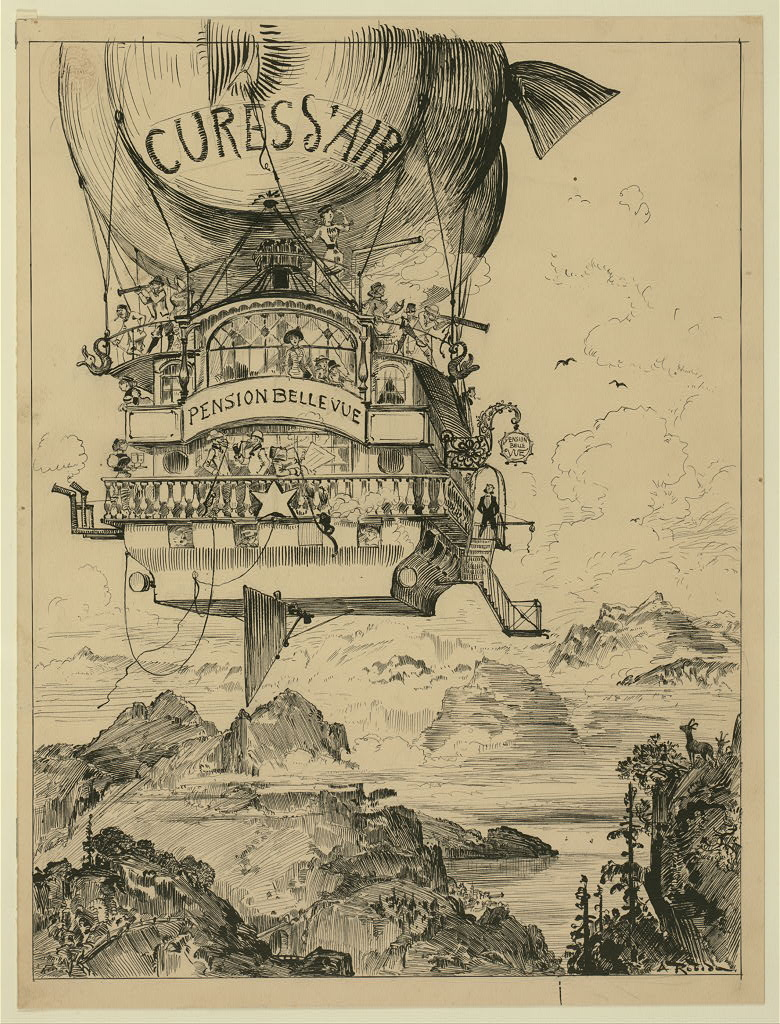
Cures d'air dans la montagne Ilustración de Vingtième Siècle 1883
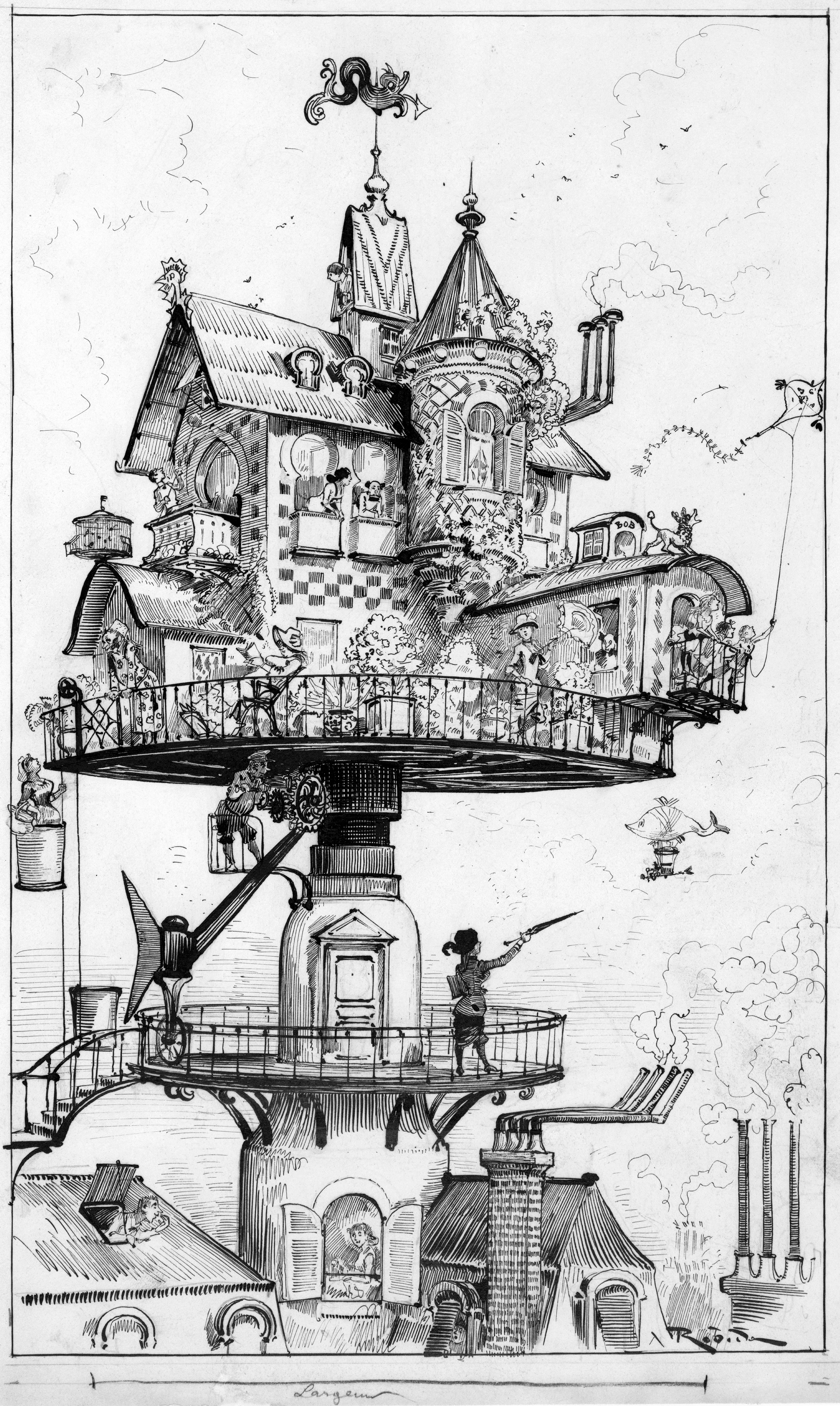
Maison tournante aérienne Ilustración de Vingtième Siècle 1883
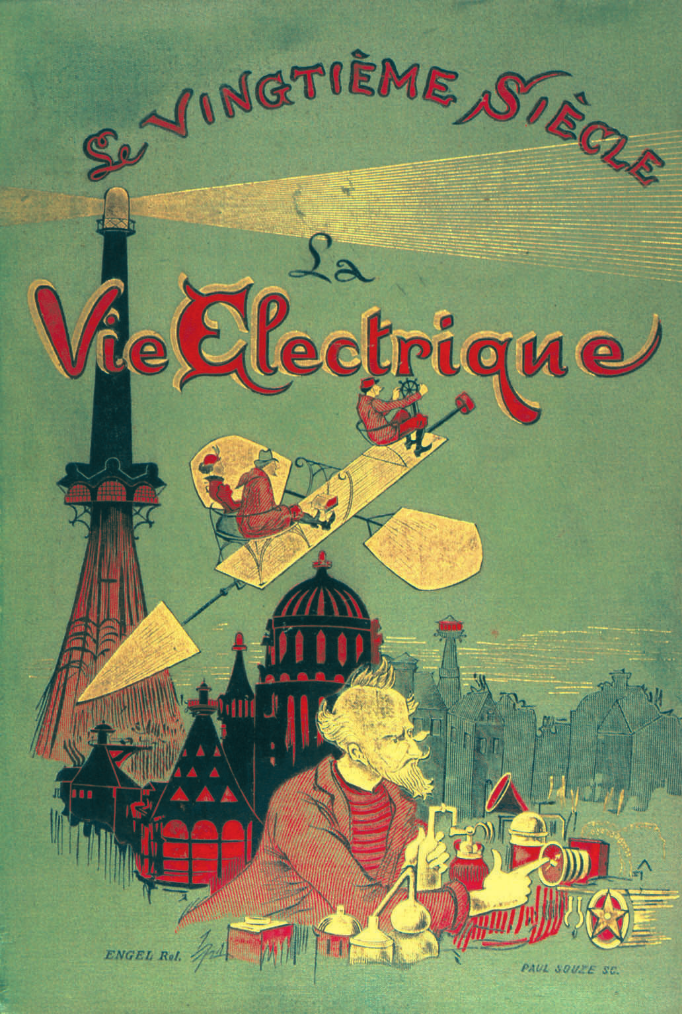
Portada de Vingtième siècle ou la vie électrique de Albert Robida, 1890.

## Traducciones al español
- Viajes muy extraordinarios de Saturnino Farandoul, Madrid: Establecimiento Tipográfico de Fernando Fé, 1884.
- El reloj de los siglos, Madrid: Casa F. Pontes, 1904.
- La guerra infernal. Vol. 1, El planeta a sangre y fuego de Pierre Giffard con abundantes ilustraciones de Albert Robida, Guadalajara: Silente, 2003
- La guerra del Siglo Veinte, Colmenar Viejo: La biblioteca del laberinto, 2009.

## Cómics
- Le futuriste (2008)
Guion : Olivier Cotte
Dibujo : Jules stromboni